# Sam Carrick
Samuel „Sam“ Carrick (* 4. Februar 1992 in Stouffville, Ontario) ist ein kanadischer Eishockeyspieler, der seit Juli 2024 bei den New York Rangers in der National Hockey League (NHL) unter Vertrag steht. Zuvor gehörte der Center drei Jahre lang der Organisation der Toronto Maple Leafs an, war kurzzeitig bei den Chicago Blackhawks angestellt und spielte anschließend sechs Jahre bei den Anaheim Ducks.

## Karriere

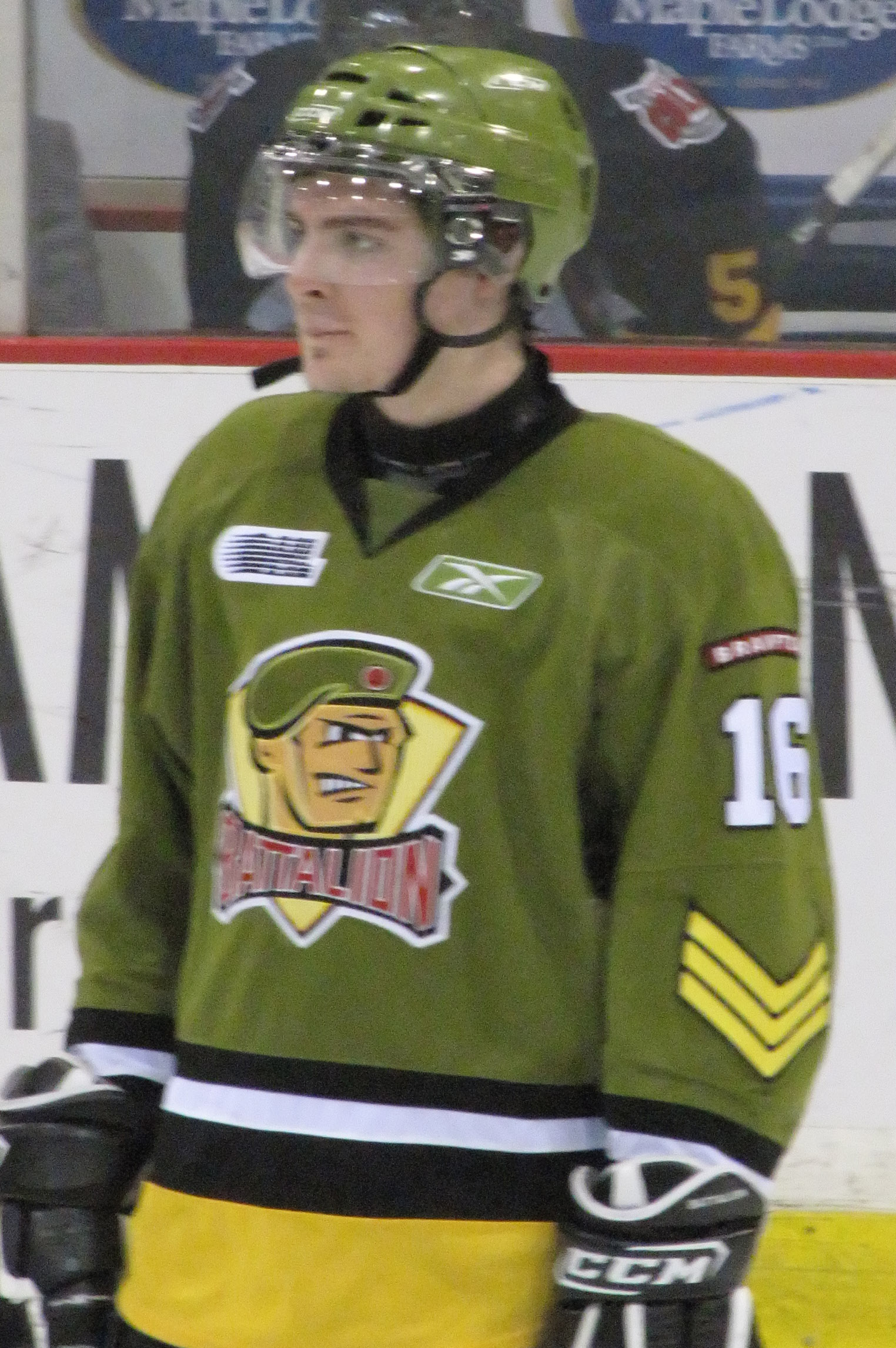
Carrick im Trikot der Brampton Battalion

Carrick verbrachte seine Juniorenzeit zwischen 2008 und 2012 in der Ontario Hockey League (OHL) bei den Brampton Battalion, die ihn in der OHL Priority Selection im Jahr 2008 an 15. Stelle ausgewählt hatten. In dem vierjährigen Zeitraum bestritt der Stürmer 295 Spiele für die Battalion und sammelte dabei 183 Scorerpunkte. Bereits nach seinem zweiten Jahr in der Liga war er im NHL Entry Draft 2010 in der fünften Runde an 144. Stelle von den Toronto Maple Leafs aus der National Hockey League (NHL) ausgewählt. In seiner letzten Juniorensaison fungierte Carrick als Mannschaftskapitän Bramptons, nachdem er im Vorjahr bereits zum Assistenzkapitän ernannt worden war.
Nachdem Carrick im April 2012 einen Einstiegsvertrag bei den Toronto Maple Leafs unterzeichnet hatte, setzten ihn diese im Verlauf der Spielzeit 2012/13 in ihren Farmteams in der American Hockey League (AHL) und ECHL ein. Primär spielte er dabei für die Idaho Steelheads in der ECHL, ehe er gegen Saisonende mehrheitlich bei den Toronto Marlies in der AHL zu Einsätzen kam. Bei den Marlies war der Angreifer aber der Saison 2013/14 schließlich Stammspieler und kam in der folgenden Spielzeit auch zu seinem Debüt für die Maple Leafs in der NHL, wo er bis zum Sommer 2016 vereinzelt eingesetzt wurde, sich dort aber nicht etablieren konnte. Da die Maple Leafs den auslaufenden Vertrag über die Saison 2015/16 hinaus nicht noch einmal verlängerten, schloss sich Carrick im Juli 2016 als Free Agent der Organisation der Chicago Blackhawks an. Dort lief er jedoch bis März 2017 ausschließlich für das Farmteam Rockford IceHogs in der AHL auf, ehe er gemeinsam mit Spencer Abbott im Tausch für Kenton Helgesen und einem Siebtrunden-Wahlrecht im NHL Entry Draft 2019 an die Anaheim Ducks abgegeben wurde.
Zunächst kam der Kanadier im Franchise der Anaheim Ducks nicht über einen Platz in der AHL beim Kooperationspartner San Diego Gulls hinaus, sodass er erst in der Saison 2018/19 wieder in der NHL auflief. Über die folgenden zwei Spieljahre steigerte Carrick seine dortigen Einsatzzeiten minimal, während er gleichzeitig zur Saison 2019/20 zum Mannschaftskapitän der Gulls ernannt wurde. Erst in der Spielzeit 2021/22 gelang es ihm schließlich, sich im NHL-Kader der Ducks zu etablieren. Nach insgesamt sechs Jahren bei den Ducks wurde er im März 2024 samt Adam Henrique und einem Siebtrunden-Wahlrecht im NHL Entry Draft 2024 an die Edmonton Oilers abgegeben. Zudem übernahm Anaheim weiterhin jeweils die Hälfte von Carricks und Henriques Gehalt, während die Ducks im Gegenzug ein Erstrunden-Wahlrecht im Draft 2024 sowie ein konditionales Fünftrunden-Wahlrecht im NHL Entry Draft 2025 erhielten. In den Playoffs 2024 erreichte er mit den Oilers das Finale um den Stanley Cup, unterlag dort allerdings den Florida Panthers mit 3:4. Anschließend wechselte er im Juli 2024 als Free Agent zu den New York Rangers, wo er einen Dreijahresvertrag unterzeichnete.

### International
Für die U17-Auswahlmannschaft der Provinz Ontario mit dem Namen Canada Ontario kam Carrick bei der World U-17 Hockey Challenge 2009 in der kanadischen Provinz British Columbia zu Einsätzen. Im Turnierverlauf erzielte er in sechs Spielen vier Scorerpunkte. Das Turnier schloss die Mannschaft auf dem ersten Rang mit dem Gewinn der Goldmedaille ab.

## Erfolge und Auszeichnungen
- 2009 Goldmedaille bei der World U-17 Hockey Challenge

## Karrierestatistik
Stand: Ende der Saison 2024/25

### International
Vertrat Kanada bei:
- World U-17 Hockey Challenge 2009

(Legende zur Spielerstatistik: Sp oder GP = absolvierte Spiele; T oder G = erzielte Tore; V oder A = erzielte Assists; Pkt oder Pts = erzielte Scorerpunkte; SM oder PIM = erhaltene Strafminuten; +/− = Plus/Minus-Bilanz; PP = erzielte Überzahltore; SH = erzielte Unterzahltore; GW = erzielte Siegtore; 1 Play-downs/Relegation; Kursiv: Statistik nicht vollständig)

## Familie
Sein jüngerer Bruder Trevor Carrick ist als Eishockeyspieler ebenfalls in der NHL aktiv.